# 후안 가브리엘
알베르토 아길레라 발라데스(Alberto Aguilera Valadez, 1950년 1월 7일~2016년 8월 28일)는 예명 후안 가브리엘(Juan Gabriel)로 잘 알려진 멕시코의 가수였다. 현지에서는 후안가(Juanga) 또는 엘 디보 데 후아레스(El Divo de Juárez)라고 불리기도 한다.

## 같이 보기
- 멕시코의 음악